# انتخابات شهرداری استانبول (ژوئن ۲۰۱۹)
انتخابات شهرداری استانبول در ۲۳ ژوئن ۲۰۱۹ برگزار شد. این انتخابات برگزاری مجدد انتخابات مارس ۲۰۱۹ شهرداری بود که توسط شورای عالی انتخابات ترکیه در ۶ مه ۲۰۱۹ باطل شده بود. انتخابات اصلی با اختلاف کمی منجر به پیروزی کاندیدای اپوزیسیون اکرم امام‌اوغلو، نامزد حزب جمهوری‌خواه خلق، شد.
با شمارش آرا پیروزی اکرم امام‌اوغلو، نامزد حزب مخالف دولت، قطعی گردید و او به عنوان شهردار جدید استانبول بزرگ‌ترین شهر ترکیه انتخاب شد. بن‌علی ییلدیریم از حزب عدالت و توسعه در مکان دوم قرار گرفت.